# El Mandho
El Mandho es una localidad de México localizada en el municipio de Ixmiquilpan en el estado de Hidalgo.

## Toponimia
Proviene del idioma otomí y significa piedra larga.

## Geografía
Se encuentra en la región geográfica del Valle del Mezquital. A la localidad le corresponden las coordenadas geográficas 20° 30’ 05.738” de latitud norte y 99° 14’ 07.138” de longitud oeste, con una altitud de 1681 m s. n. m. Cuenta con un clima semiseco templado.
En cuanto a fisiografía se encuentra en la provincia del Eje Neovolcánico, dentro de la subprovincia de Llanuras y Sierras de Querétaro e Hidalgo; su terreno es de lomerío. En lo que respecta a la hidrografía se encuentra posicionado en la región del Pánuco, dentro de la cuenca del río Moctezuma, en la subcuenca del río Tula.

## Demografía
En 2020 registró una población de 1082 personas, lo que corresponde al 1.10 % de la población municipal. De los cuales 508 son hombres y 574 son mujeres.
| Gráfica de evolución demográfica de El Mandho entre 1910 y 2020 |
|                                                                 |
| Población registrada por los censos y conteos del INEGI.        |